# 盧坤
盧坤（1772年—1835年），字静之，号厚山，顺天府涿州（今河北省涿州市）人，清朝官員。

## 生平
盧坤在嘉庆四年（1799年）中进士，殿試位居第三甲第一百四十名。改翰林院庶吉士。历任兵部主事，升员外郎、郎中，外放广东惠潮嘉道、山东兖沂曹济道，升湖北按察使、甘肃布政使。道光二年八月初七，由甘肃布政使升任廣西巡撫。道光二年九月二十九（1822年11月12日），调任陕西巡抚。歷改山东、山西、广东巡撫，升湖广总督，官至两广总督等职。是律劳卑事件的中方当事人。道光十五年（1835年）8月4日，病逝于广州任所，享年64岁。卒赠太子太师、兵部尚书，谥敏肃。

## 家庭
- 子盧端黼。
- 孙女盧氏，嫁镶蓝旗汉军、福建建宁府知府蔣斯岱（父道光十五年乙未科三甲进士蔣霨遠，祖父乾隆四十九年甲辰進士、两江总督蔣攸銛）。其女蔣氏，继配嫁内务府正黄旗汉军楊鍾齡（胞兄光緒十五年（1889年）己丑科进士楊鍾羲）。

## 著作
《秦疆治略》、《广东海防汇览》。

## 延伸阅读
[在维基数据编辑]
 《清史稿·卷379》，出自趙爾巽《清史稿》